# 여우자리 알파

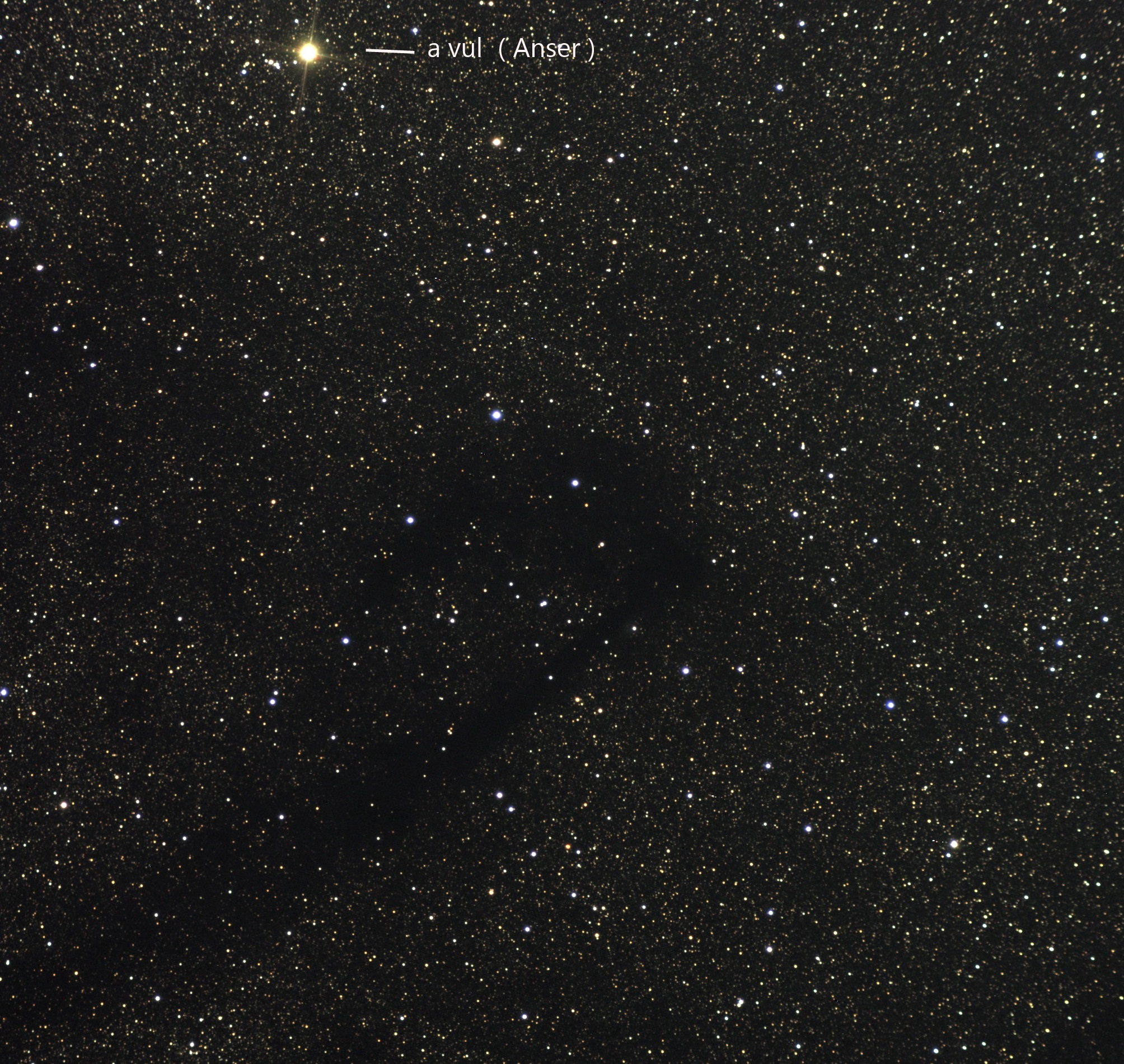

여우자리 알파(영어: α Vulpeculae)는 지구에서 약 297광년 떨어진 적색거성이다.
여우자리 알파는 지구에서 약 297광년(91파섹) 떨어져 있으며 사람의 눈으로는 직접 관측을 할 수는 없다.
겉보기 등급은 4.40등급, 절대등급은 -0.36 등급이다.
WGSN은 2017년 6월 30일 이 별의 이름을 앤서라고 승인했으며, 현재는 IAU가 승인한 별 이름 목록에 포함되어 있다.